# Platygaster latescens
Platygaster latescens är en stekelart som först beskrevs av Charles Thomas Brues 1910.  Platygaster latescens ingår i släktet Platygaster och familjen gallmyggesteklar. Inga underarter finns listade i Catalogue of Life.